# Chicago Opera Ballet
Le Chicago Opera Ballet a été fondé en 1910 et marque les débuts de la première compagnie de ballet aux États-Unis.

## Histoire
Le premier maître de ballet du Chicago Grand Opera Company fut Luigi Albertieri, protégé d'Enrico Cecchetti. En 1922, les danseurs Andreas Pavley et Serge Oukrainsky, parmi les maîtres de ballet de l'opéra les plus précoces, ont créé à Chicago la première compagnie indépendante de ballet, la Pavley Oukrainsky Ballet, qui a fait une tournée nationale et internationale jusqu'à la mort de Pavley en 1931.
En 1919, Adolph Bolm a été invité par l'opéra pour mettre en scène un ballet original. Basé sur une histoire d'Oscar Wilde, L'Anniversaire de l'infante a eu comme rôle principal la danseuse Ruth Page. Lorsque Pavley et Oukrainsky quittent l'opéra en 1922, Bolm devient le nouveau maître du ballet. Par la suite, il a contribué à la création du Chicago Allied Arts, considéré comme le premier ballet aux États-Unis, qu'il a dirigé de 1924 à 1927.
Allied Arts a fermé, faute de fonds, mais l'Adolph Bolm Ballet a continué jusque dans les années 1930 et comportait une tentative originale de Mark Turbyfill (Chicago Opera) et son ancienne élève Katherine Dunham d'organiser une compagnie africaine de ballet américain à Chicago.
En 1933, Ruth Page a chorégraphié La Guiablesse, avec Dunham et une distribution qui comprenait essentiellement des personnes d'origine afro-américaine. Dunham, Ruth Page et Bentley Stone ont formé le Chicago Works Progress Administration (CWPA), un projet de danse qui a rencontré un succès considérable dans les années qui ont suivi.